# Penin
Penin település Franciaországban, Pas-de-Calais megyében. Lakosainak száma 468 fő (2022. január 1.). Penin Tincques, Ambrines, Averdoingt, Berles-Monchel, Izel-lès-Hameau, Maizières és Villers-Sir-Simon községekkel határos.

## Népesség
A település népességének változása:
| Lakosok száma | 462  | 474  | 478  | 474  | 480  | 486  | 488  | 478  | 468  |
|               | 2013 | 2015 | 2016 | 2017 | 2018 | 2019 | 2020 | 2021 | 2022 |